# Zamárdi
Zamárdi é uma cidade da Hungria, situada no condado de Somogy. Tem 45,15 km² de área e sua população em 2019 foi estimada em 2.424 habitantes.